# La Pista Lomas Verdes
La Pista Lomas Verdes ist ein Eishockeystadion in Naucalpan de Juárez, Mexiko, das 3.500 Zuschauern Platz bietet.

## Nutzung
La Pista Lomas Verdes ist das bedeutendste Eishockeystadion in Mexiko. Da es in Naucalpan, dem Sitz des mexikanischen Eishockeyverbandes, liegt, trägt die mexikanische Eishockeynationalmannschaft ihre Heimspiele in Lomas Verdes aus. Darüber hinaus finden regelmäßig Senioren- und Junioren-Weltmeisterschaften, deren Gastgeber Mexiko ist, in der Arena statt.
Seit 2010 ist Lomas Verdes neben La Pista San Jeronimo einer von zwei Austragungsorten der neu gegründeten Liga Mexicana Élite.

## Wichtige Veranstaltungen

### Sportevents
- 5. bis 8. März 2003: Eishockey-Weltmeisterschaft der Division III Group A[2]
- 7. bis 12. März 2005: Eishockey-Weltmeisterschaft der Division III[3]
- 11. bis 17. April 2010: Eishockey-Weltmeisterschaft der Division II, Gruppe A[4]
- 9. bis 18. Januar 2011: U20-Junioren-Eishockey-Weltmeisterschaft der Division III[5]
- 13. bis 19. März 2011: U18-Junioren-Eishockey-Weltmeisterschaft der Division III, Gruppe B[6]